# Jüngere liturgische Bewegung
Jüngere liturgische Bewegung (auch: zweite liturgische Bewegung) ist eine Sammelbezeichnung für mehrere verschiedenartige liturgischer Bewegungen in den evangelischen Kirchen in Deutschland, die sich nach dem Ersten Weltkrieg um eine Erneuerung des Gottesdienstes bemühten. Sie erhielt diesen Namen zur Unterscheidung von der Älteren liturgischen Bewegung, die sie zeitlich und programmatisch ablöste.
Zu nennen sind:
- Der Kreis, der sich um die liturgischen Versuche des Marburger Religionsphilosophen Rudolf Otto gebildet hat
- Die Berneuchener Bewegung in Verbindung mit der später entstandenen Michaelsbruderschaft unter Karl Bernhard Ritter und Wilhelm Stählin
- Die Kirchliche Arbeit Alpirsbach unter Richard Gölz und Friedrich Buchholz
- Die Hochkirchliche Bewegung unter Friedrich Heiler
- Liturgische Konferenzen in den einzelnen Landeskirchen, von denen die Liturgische Konferenz Niedersachsens (LKN) die bedeutsamste war.

Die bedeutendsten Ergebnisse, die weit in die Gemeinden hineinwirkten, waren die Überwindung des Gebrauchs von Privatagenden, die Erarbeitung des Agendenwerks der 1950er-Jahre, die Wiederentdeckung der Sakramente Abendmahl und Taufe für den Gemeindegottesdienst und des Kirchenjahrs und seiner Leseordnung als liturgischem Ordnungsprinzip.